# Падрон
Падрон (гал. Padrón, ісп. Padrón) — муніципалітет в Іспанії, у складі автономної спільноти Галісія, у провінції Ла-Корунья. Населення — 8968 осіб (2009).
Муніципалітет розташований на відстані близько 487 км на північний захід від Мадрида, 73 км на південь від Ла-Коруньї.

## Демографія
Динаміка населення (INE ):

## Галерея зображень

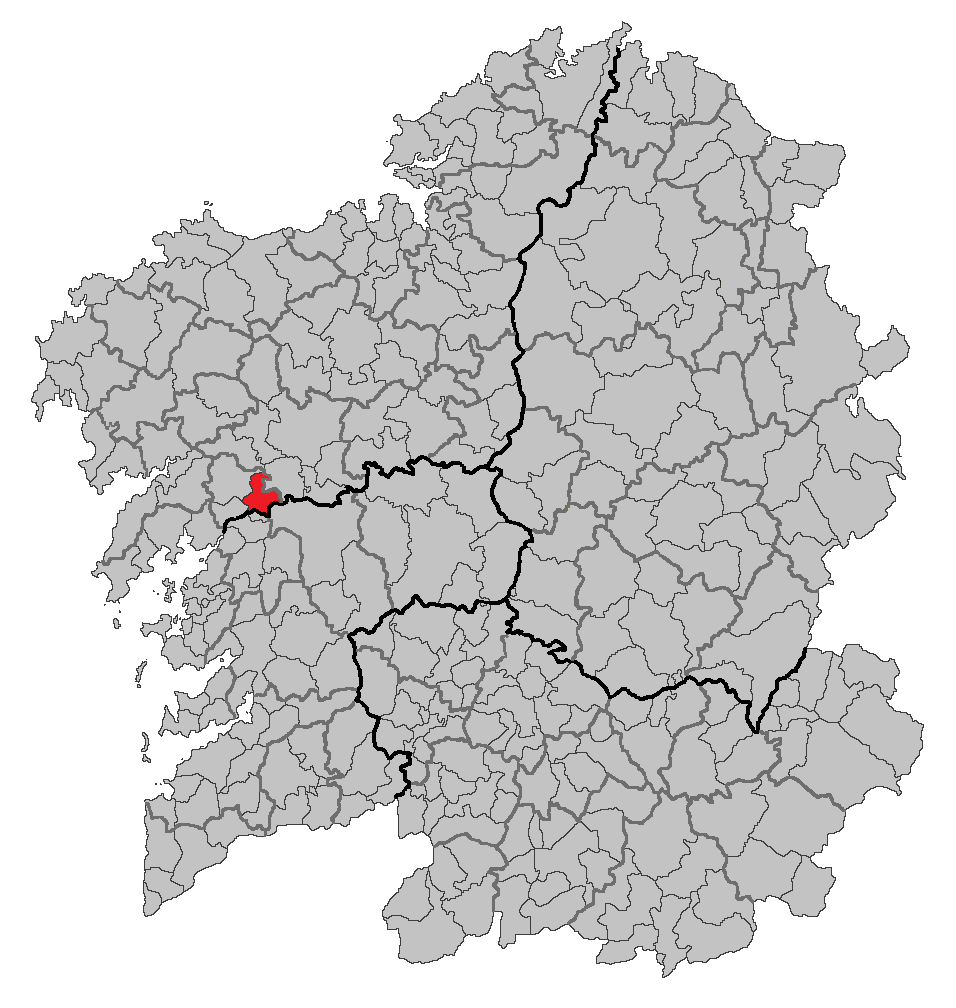
Розташування муніципалітету
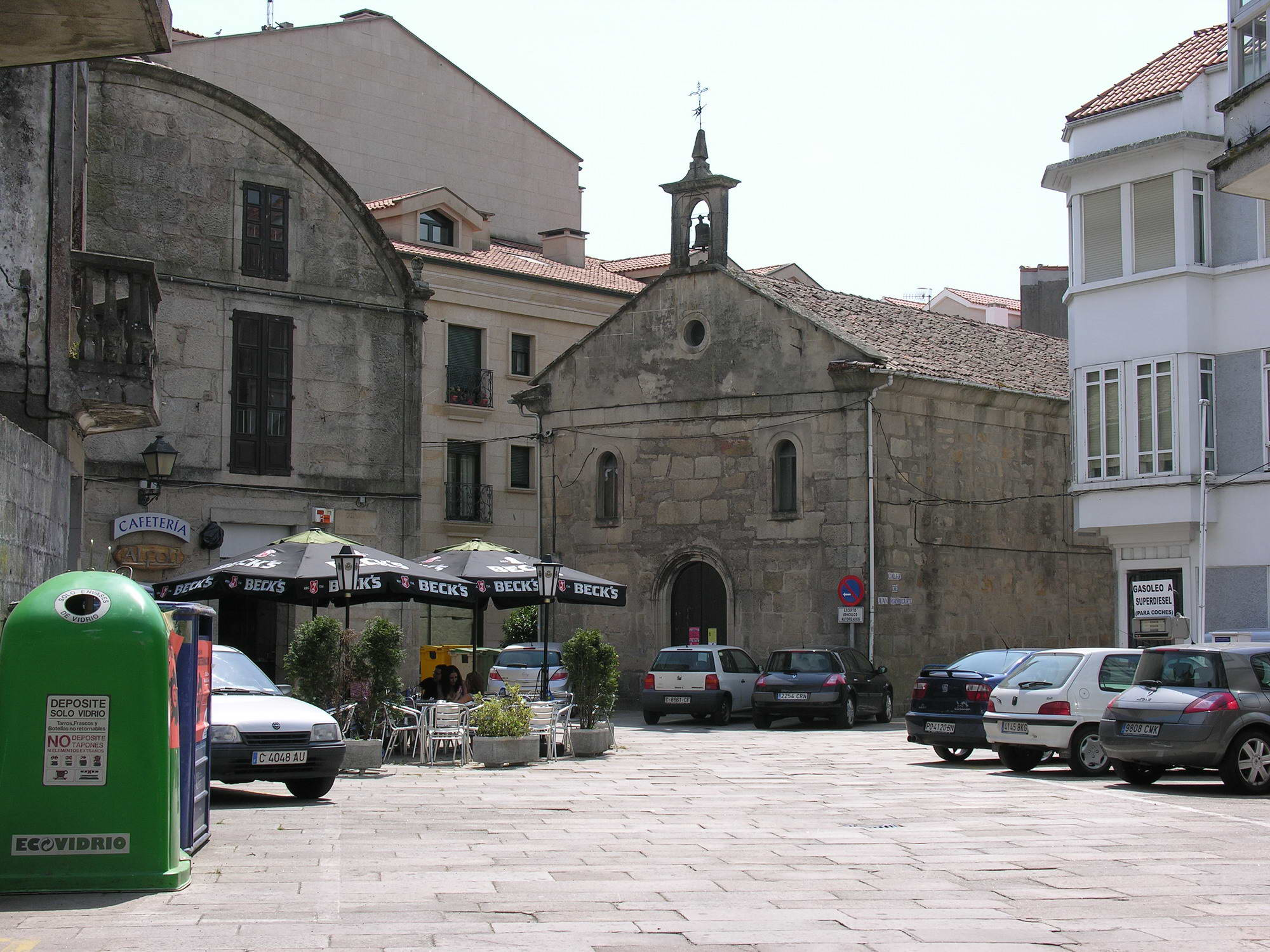
Церква